# Tanuquitas
Os tanuquitas (em latim: tanuchitae; em árabe: التنوخيون) ou tanuques (em árabe: تنوخ; Tanukhi) foi uma tribo árabe pertencente a confederação tribal dos catanitas (em árabe: قحطانيون), às vezes chamados de sarracenos. Eles ascenderam pela primeira vez no norte da Arábia e sul da Síria nos séculos II e III. Tanto inscrições lacmidas como tanuquitas tem sido encontradas em Umm al-Jimal, na Jordânia, e em Namara, na Síria. A antiga confederação tribal dos tanuquitas era composta por vários ramos da grande tribo dos azeditas.

## História

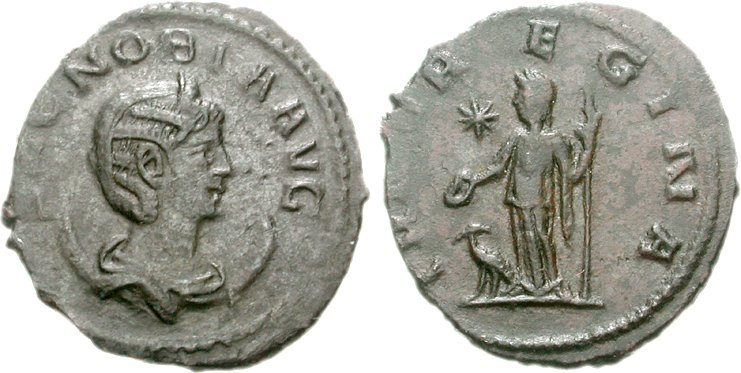
Antoniniano de Zenóbia r.

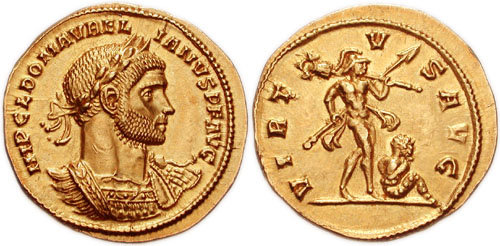
Áureo de Aureliano r.

No final do século II, um ramo da tribo dos azeditas, do Sul da Arábia, migrou para Alhaça, onde os tanuquitas estavam assentando. Os azeditas aliaram-se aos tanuquitas, tornando-se parte da confederação. Os dois xeiques (líderes tribais) dos tanuques delegaram o poder a certo Maleque, o Azedita (r. 196–231), que liderou a confederação para o Iraque e Omã, conseguindo, após algumas escaramuças, controlar a totalidade do Omã e partes do Iraque. Maleque foi sucedido por seu irmão Amer que reinou por pouco tempo, e então poder passou para Jadima (r. 233–268), filho de Maleque. Após a morte de Jadima, foi sucedido pelo filho de sua irmã, Amer, o Lacmida, pois Jadima não teve filhos, o que permitiu o estabelecimento da dinastia lacmida. Por esta época sabe-se que outra porção dos tanuquitas assentaram-se na Síria. Amer, o Lacmida é atestado em lendas árabes como tendo sido o único vencedor na guerra contra o Império de Palmira da imperatriz Zenóbia (r. 2/267–274), mas estes mitos "são provavelmente uma amálgama de fato e ficção."
Os tanuquitas desempenharam um papel chave na derrotas das forças de Zenóbia pelo imperador romano Aureliano (r. 270–275) e serviram como federados - a primeira tribo áraba a fazê-lo. No século IV, os tanuquitas formaram um grande contingente aliado do Império Romano no Oriente, englobando da Síria ao norte do golfo de Ácaba, áreas para onde haviam migrado após a ascensão da influência do Império Sassânida no Iêmem um século antes. Em 378, a rainha Mavia (r. 375–425) liderou-os em uma revolta contra o imperador Valente (r. 364–378). Uma trégua foi acordada e respeitada por algum tempo, com Mavia enviando uma contingente de cavalaria em resposta aos pedidos romanos de ajuda contra os godos de Fritigerno. A aliança ruiu sob Teodósio I (r. 378–395), com os tanuquitas novamente se revoltando contra o governo romano.

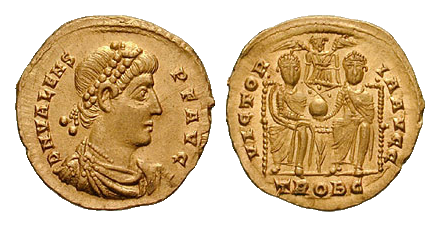
Soldo de Valente r.

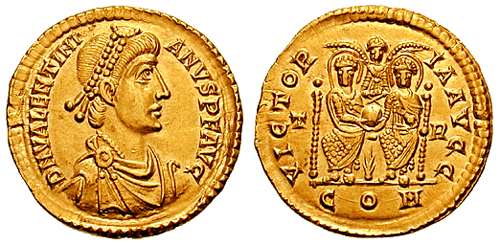
Soldo de r.

Os tanuquitas foram cristianizados nos séculos III ou IV, provavelmente enquanto na metade oriental do Crescente Fértil, e pelo século IV eles tinham "zelo fanático pelo cristianismo" e foram "zelosos soldados cristãos" no século VI. Eles foram atestados como devotos a São Tomé e ao monasticismo, com muitos mosteiros estando associados com a tribo. Segundo as fontes árabes, eles eram uma "comunidade cristã autônoma em Bilade Xame [Síria]" até o reinado do califa abássida Almadi (r. 775–785), após o qual aparecem como muçulmanos. Sua conversão ao islamismo teria provavelmente sido forçada por Almadi. No século VII, durante a conquista muçulmana do Levante, os tanuquitas lutaram ao lado do Império Bizantino contra o Califado Ortodoxo, inclusive na batalha de Jarmuque (638). Após Jarmuque, encerrou-se sua estatuto como federados.
No século XI, eles uniram-se a outras tribos catanitas do Sul da Arábia, como os Banu Maane. Sob orientação do Califado Abássida, a tribo maane foi assentada no monte Líbano para proteger o Levante de ataques do Império Bizantino. Os tanuquitas inauguraram a comunidade drusa do Líbano, onde muitos aceitaram e adotaram a nova mensagem, devido aos estreitos laços de seus líderes com o então califa fatímida Aláqueme Biamir Alá (r. 996–1021). Pela mesma época, os tanuquitas conseguiram estabelecer uma forma de governo autônomo, de natureza desconhecida, centrada no Monte Líbano, que seria institucionalizada e reconhecida pelas autoridades muçulmanas em 1147. Segundo as crônicas drusas daquele ano, o atabegue do Emirado de Damasco confiou-lhes a segurança da região em torno de Beirute contra os ataques cruzados. Em troca, numa carta oficial, reconheceu-se a autoridade do príncipe tanuquita Batur, constituindo a formação do "Emirado Batúrida".